# Dème de Tetrafylía
Le dème de Tetrafylía, en grec moderne : Δήμος Τετραφυλίας / Dímos Tetrafylías, est un ancien dème du district régional d'Árta, en Épire, Grèce. En 2010, il est fusionné au sein du dème de Geórgios Karaïskákis.
Selon le recensement de 2011, la population du dème compte 2 254 habitants.